# Janka
Janka je žensko osebno ime.

## Izvor imena
Ime Janka je različica ženskega osebnega imena Jana.

## Pogostost imena
Po podatkih Statističnega urada Republike Slovenije je bilo na dan 31. decembra 2007 v Sloveniji število ženskih oseb z imenom Janka: 125.